# Антониссен, Хендрик-Жозеф
Хендрик-Жозеф Антониссен (нидерл. Hendrik-Jozef Antonissen; Henricus Josephus Antonissen; 9 июня 1737, Антверпен — 4 апреля 1794, там же) — фламандский живописец-пейзажист, анималист, педагог. Член Антверпенской гильдии Святого Луки.

## Биография
В 1752—1753 годах обучался в студии Бальтазара Бешея, три года спустя стал членом Антверпенской гильдии Святого Луки, деканом которой он был дважды.
Специализировался на пейзажах и изображении домашних животных.
Его работы, в основном, находятся в частных коллекциях в Европе. В галерее Штадель во Франкфурте находится его «Пейзаж с животными», подписанный и датированный 1792 годом. У него было много учеников, в том числе Бальтазар Поль Оммеганк.
- Отдых на пастбище
- Пейзаж с фигурами и животными
- Пейзаж с отдыхающими животными